# Chaoborus magnificus
Chaoborus magnificus är en tvåvingeart som beskrevs av Lane 1942. Chaoborus magnificus ingår i släktet Chaoborus och familjen tofsmyggor. Inga underarter finns listade i Catalogue of Life.